# Adelphobates
Adelphobates es un género de anfibios anuros neotropicales de la familia Dendrobatidae. Las especies del género se distribuyen por las regiones amazónicas de Perú y Brasil, y la zona adyacente de Bolivia.

## Especies
Se reconocen las tres especies siguientes según ASW:
- Adelphobates castaneoticus (Caldwell & Myers, 1990)
- Adelphobates galactonotus (Steindachner, 1864)
- Adelphobates quinquevittatus (Steindachner, 1864)